# Challenge of the Yukon

Challenge of the Yukon puis Sergeant Preston of the Yukon était une émission radiophonique américaine initiée par la station WXYZ de Détroit le 3 février 1938, diffusée jusqu'au 9 juin 1955, puis une série télévisée avec Dick Simmons. 

## Synopsis
L'émission met en scène le Sergent Preston et son chien Yukon King dans leurs aventures dans le Yukon durant la Ruée vers l'or du Klondike dans les années 1890. 

## Interprètes
- Sergeant Preston – interprété successivement par Jay Michael, Paul Sutton, Brace Beemer et à nouveau Paul Sutton.

## Historique

### La série radiophonique
La station, alors affiliée à Mutual Broadcasting System (MBS), avait une tradition de produire ses propres émissions dont plusieurs ont eu un certain succès tel que The Lone Ranger et Le Frelon vert. En 1946, American Broadcasting Company rachète la station et pioche dans le catalogue de programmes, les diffusant plus largement. Plusieurs séries auront ainsi une adaptation télévisuelle. 
Le 30 décembre 1949, ABC stoppe la diffusion de l'émission radiophonique qui est reprise dès le 2 janvier 1950 par MBS. À partir de novembre 1951, le titre a changé pour Sergeant Preston of the Yukon, d'après le nom du personnage principal. MBS poursuit la série jusqu'au 9 juin 1955.

### La série télévisée
En 1955, la série radiophonique s'est portée au petit écran, toujours sous le nom de Sergeant Preston of the Yukon qui a été diffusée durant 3 saisons pour un total de 78 épisodes entre le 29 septembre 1955 et le 25 septembre 1958 sur le réseau CBS.